# Schenkel (sneltramhalte)
Schenkel is een sneltramhalte van de Rotterdamse metro in de wijk Prinsenland, deelgemeente Prins Alexander.
De halte wordt enerzijds bediend door lijn A naar Binnenhof en lijn B naar Nesselande, en anderzijds door lijn A naar Schiedam Centrum en Vlaardingen West (tijdens de spitsuren) en lijn B naar Hoek van Holland Strand.
Halte Schenkel werd geopend op 28 mei 1983. Het heeft twee perrons, die aan weerszijden van de kruising met de Kralingseweg liggen (bajonetligging). De halte is vernoemd naar de naastgelegen Capelse wijk Schenkel. Er bevinden zich geen tourniquets, omdat het onderdeel van het sneltramtraject is.

## Gebeurtenissen
- In 2005 werd de halte gemoderniseerd en kreeg het de nieuwe huisstijl van de RET.
- Op 29 mei 2011 is een 80-jarige man met een rollator op het metrostation door een 17-jarige zwaar mishandeld, nadat de man per ongeluk tegen hem aan liep.[2][3]
- Op 23 december 2010 waren er op de A- en B-lijn vertragingen en moest er enkelspoor gereden worden, vanwege een sneltram met een defecte pantograaf op de halte.[4]

Binnenhof · Romeynshof · Graskruid · Alexander  · Oosterflank · Prinsenlaan · Schenkel · Capelsebrug · Kralingse Zoom · Voorschoterlaan · Gerdesiaweg · Oostplein · Blaak  · Beurs · Eendrachtsplein · Dijkzigt · Coolhaven · Delfshaven · Marconiplein · Schiedam Centrum  · Schiedam Nieuwland · Vlaardingen Oost · Vlaardingen Centrum · Vlaardingen West
Nesselande · De Tochten · Ambachtsland · Nieuw Verlaat · Hesseplaats · Graskruid · Alexander  · Oosterflank · Prinsenlaan · Schenkel · Capelsebrug · Kralingse Zoom · Voorschoterlaan · Gerdesiaweg · Oostplein · Blaak  · Beurs · Eendrachtsplein · Dijkzigt · Coolhaven · Delfshaven · Marconiplein · Schiedam Centrum  · Schiedam Nieuwland · Vlaardingen Oost · Vlaardingen Centrum · Vlaardingen West · Maassluis Centrum · Maassluis West · Steendijkpolder · Hoek van Holland Haven · Hoek van Holland Strand